# Kiefenholz
Kiefenholz (bairisch: Kiafaholz) ist ein Kirchdorf und Ortsteil der Oberpfälzer Stadt Wörth an der Donau im Landkreis Regensburg in Bayern.

## Geografische Lage
Der Ort liegt am westlichen Rand des Gäubodens, direkt an der Donau und vier Kilometer von Wörth entfernt. Er ist der westlichste Ortsteil der Stadt.

## Geschichte

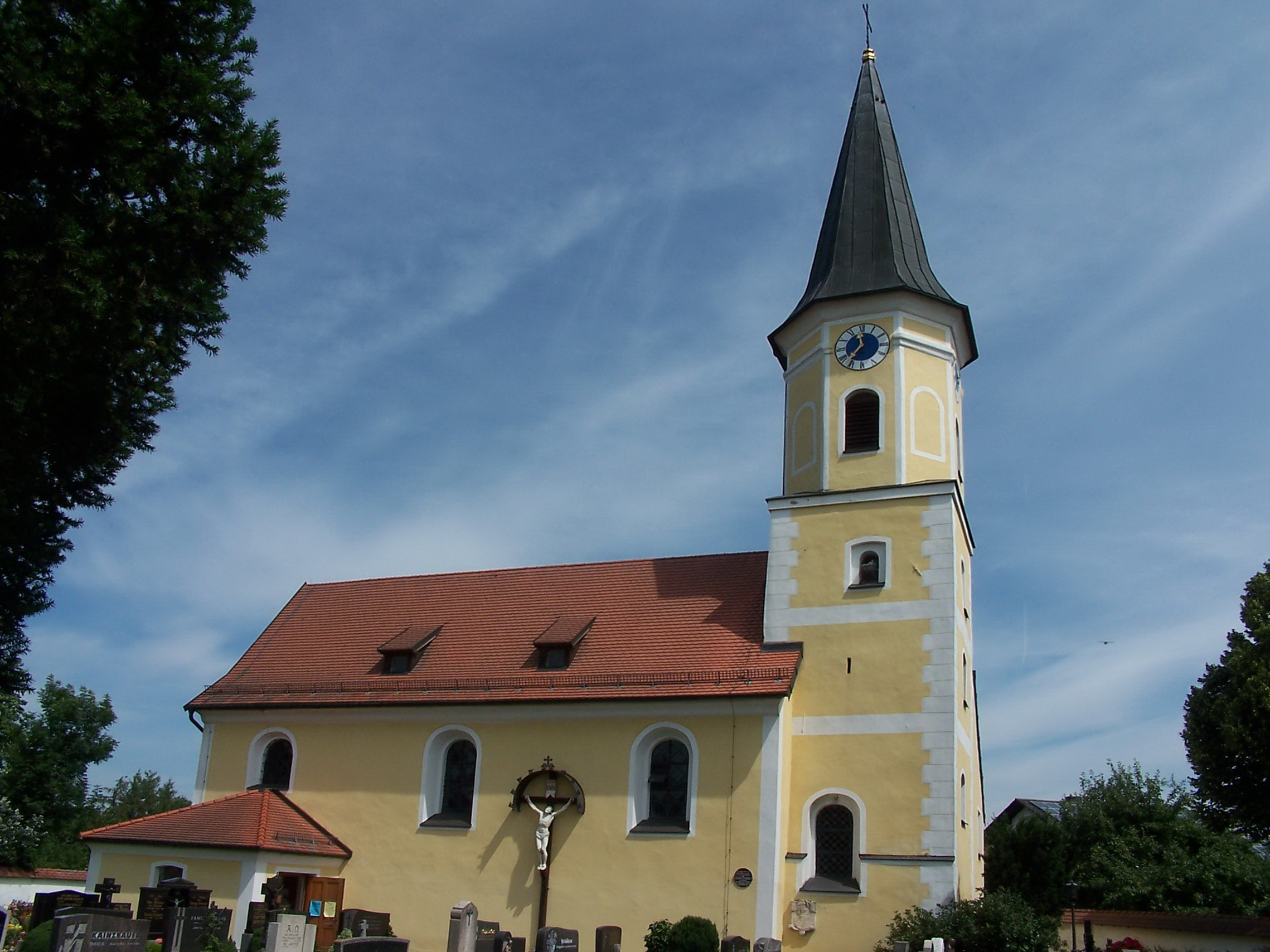
Katholische Filialkirche St. Jakobus Kiefenholz

Im Jahr 1145 nahm Papst Eugen III. die Besitzungen des Domkapitels Regensburg in Schutz. In einer Urkunde aus dem Jahr 1146 trat ein mair Chunrath von Khirffenholz als Zeuge auf, demnach muss zu dieser Zeit der Ort bereits bestanden haben. Kiefenholz, war in dieser Zeit Mittelpunkt des Obergebietes, zu dem auch Oberachdorf, Kruckenberg und Frengkofen zählen, gewesen. Die Bedeutung des Ortes verringerte sich mit der Erbauung der Wörther Burg.
Der zu Kiefenholz gehörende Ortsteil Giffa wurde erstmals 1364 erwähnt. Der Ortsteil Kleinkiefenholz dürfte der Rest des alten Ortes Windheim oder Wiedenhaim sein, der um 1250 noch in Urkunden erwähnt wird. Belege hierfür fehlen. Bis 1848 war Kleinkiefenholz dem Landgericht Mitterfels, dem Herrschaftsgericht Brennberg und dem Rentamt Walderbach zugeordnet. Während Kiefenholz der Pfarrei Wörth angehörte, war Kleinkiefenholz bis 1854 der Pfarrei Illkofen zugeordnet, seitdem ebenfalls der Pfarrei Wörth. Siehe Hauptartikel zum Ortsteil Kleinkiefenholz.
Die Geschichte des Ortes ist auch eng mit der Kirche St. Jakobus verbunden. Siehe Hauptartikel Kirche St. Jakobus.
Im Ersten Weltkrieg fielen 14 Männer aus Kiefenholz; der Zweite Weltkrieg kostete 17 Männer das Leben.
Ortsname
Im Ortsnamen ist der lateinische Personenname Cirpius enthalten. Er hat sich durch Lautverschiebung zur älteren Form Chirphinholtze gewandelt.
Entwicklung:
- Khirffenholz bzw. Chirpfinholze
- Chirpfenholze
- Chirfenholz
- Chripfenholz
- Chirpfenholz
- Kirfenholz bzw. Kirpfenholz
- Kiefenholz

Ehemalige Bürgermeister
Kiefenholz war bis 1945 eine eigenständige Gemeinde. Vorübergehend kam die Ortschaft, von der US-amerikanischen Militärregierung veranlasst, bis 1948 zur Gemeinde Wiesent. Ab 1. April 1948 war Kiefenholz wieder selbständig und schloss sich nach einer Volksabstimmung im Zuge der bayerischen Gebietsreform der Stadt Wörth an. Erstmals erwähnter Bürgermeister war Sebastian Beutl (1865–1870), letzte Bürgermeister waren Georg Kramer (1966–1971), sein Vorgänger Johann Vilsmeier (1949–1966).

### Einwohnerentwicklung
Im Jahr 1890 betrug die Bevölkerungszahl von Kiefenholz 254 Einwohner. Der niedrigste Stand der Einwohnerzahl war im Jahr 1967 mit 192 Einwohnern, der Höchste, bedingt durch den Zuzug Vertriebener und Flüchtlinge, im Jahr 1947 mit 273 Einwohnern. Die Einwohnerzahlen beziehen sich auf die Ortsteile Giffa, Kiefenholz und Kleinkiefenholz.

### Leben mit der Donau

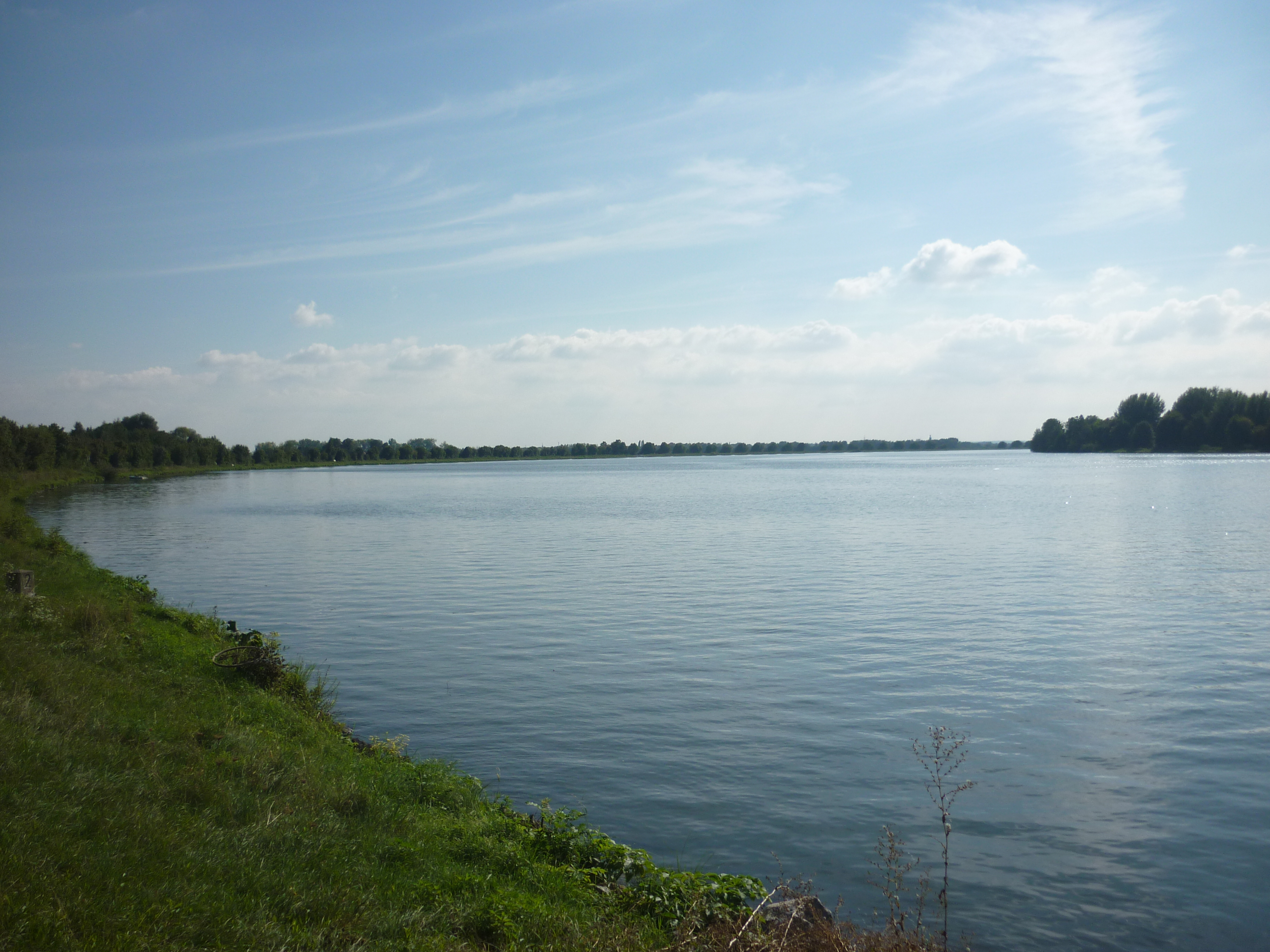
Donau bei Kiefenholz

Kiefenholz liegt unmittelbar an der Donau und wurde deshalb immer wieder von Überschwemmungen heimgesucht. Deshalb errichteten die Bürger 1870 einen Hochwasserschutzdamm, der in den Jahren 1928 und 1929 mit staatlicher Hilfe verstärkt wurde.
In den Jahren 1976 und 1977 begann die Rhein-Main-Donau AG mit dem Ausbau des Stromes zur Bundeswasserstraße. Die Donau ist seit dem Bau der Staustufe und Wasserkraftwerks Geisling über fünf Meter tief und teilweise über 300 Meter breit.

### Schule
Das Dorf an der Donau war früher Standort einer Schule. Die Chronik darüber wurde seit 1840 geführt. Bereits im Jahr 1808 ist belegt, dass ein Lehrer nach Kiefenholz kam und in verschiedenen Privathäusern Unterricht hielt. Im Jahr 1823 wurde ein Schulhaus eröffnet und 1869 um ein Stockwerk erweitert. Die bayerische Schulreform von 1967 brachte das Ende der einklassigen Volksschule Kiefenholz. Die Schüler werden seitdem in Wörth an der Donau eingeschult.

### Friedhof
Um die Kirche befindet sich seit jeher ein Friedhof. 1874 wurde ein Seelenhäuschen errichtet, das 1955 abgebrochen wurde. Im selben Jahr wurde die alte Friedhofsmauer entfernt und mit dem Bau einer neuen Einfriedung begonnen. Im Jahr 1967 entstand dort ein Neubau des Leichenhauses. Im Friedhof wurden früher nur die Einwohner von Kiefenholz bestattet. Die Bürger von Kleinkiefenholz wurden in Illkofen begraben, die von Giffa in Wörth an der Donau.

### Ehemalige Walhallabahn
Die Gemeinde Kiefenholz bezuschusste den Bau der Verlängerung der Walhallabahn von Donaustauf nach Wörth mit 3000 Reichsmark. Zur Deckung dieser Summe wurde ein Lokalbieraufschlag genehmigt. Die Gemeinde profitierte durch die 1902 eröffnete Bahnverlängerung entscheidend. 1968 wurde die Bahn stillgelegt.

### Sonstiges
Bevor Kiefenholz 1911 an das Elektrizitätswerk Wörth angeschlossen wurde, erhielt das Dorf 1906 durch die Eröffnung einer gemeindlichen „Telephonstelle“ den Anschluss an das öffentliche Telefonnetz. 1988 veranstaltete der Bayerische Bauernverband mit etwa 20.000 Besuchern in Kiefenholz den „Tag des offenen Dorfes“. 2004 wurde abermals diese Großveranstaltung mit BBV Präsident Gerhard Sonnleitner und 15.000 Gästen hier abgehalten. Nachdem sich der Ort 1968 bereits am Wettbewerb „Unser Dorf soll schöner werden“ beteiligte, nahm der Ort 1993 am Wettbewerb „Unser Dorf hat Zukunft – unser Dorf soll schöner werden“ teil und ging daraus als Bezirkssieger hervor. Auf Landesebene wurde Kiefenholz mit der Silbermedaille ausgezeichnet.

## Gebietsreform
Seit der Gebietsreform vom 1. April 1971 gehört Kiefenholz als Ortsteil zur Stadt Wörth an der Donau.
Die Stadt Wörth an der Donau erschloss ab 1987 die Neubausiedlung „Maisteig“.

## Kultur und Sehenswürdigkeiten

### Bauwerke
- Filialkirche Jakobus d. Ä.

Chorturmkirche mit Vorzeichen, mittelalterlich, Langhaus 17./18. Jh.;

### Alle Baudenkmäler
Siehe auch: Liste der Baudenkmäler in Kiefenholz

### Vereine
Im Dorf gibt es einige Vereine. Nachdem bereits 1852 eine Druckspritze vorhanden war und 1854 ein Feuerwehrhaus entstand, wurde im Jahr 1868 die Freiwillige Feuerwehr Kiefenholz gegründet. Sie sorgt für den Brandschutz und die allgemeine Hilfe. Darüber hinaus gibt es den Sportverein Spielvereinigung Hofdorf-Kiefenholz (gegründet 1988) mit Fußballplatz und Sportheim, und den Katholischen Burschenverein mit Mädchengruppe KBV (1950) als kirchlichen Verband auf Pfarrebene.

### Kabarett
Im Dorf besteht das Jungbauernballett Kiefenholz. Es wurde 1990 von sieben Landwirten gegründet und seinerzeit überregional bekannt. Heute finden die Auftritte nach „bayerischer Bauernart“ zur Faschingszeit in Kiefenholz und Umgebung statt.

### Regelmäßige Veranstaltungen
- Jährlich finden ein Dorffest, organisiert durch die Freiwillige Feuerwehr und ein Johannifeuer des Katholischen Burschenvereins statt.
- Im Herbst alljährliche Obstbaumversteigerung am Kiefenholzer Anger (heute Städtische Obstbaumplantage, erstmals durch die Gemeinde Kiefenholz im Jahr 1904 für alle Kiefenholzer Bürger angelegt).

### Brauchtum
Seit dem Jahr 1842 findet jährlich, Ende Mai/Anfang Juni, eine Wallfahrt von Wörth und Kiefenholz zur Wallfahrtskirche St. Ursula in Pilgramsberg statt. Sie geht auf eine Heilung durch die Wallfahrt einer Kiefenholzer Bürgerin, deren Sohn nach einer Impfung erblindet war und danach wieder sein Augenlicht zurückbekam, zurück.

## Flutpolder Wörthhof

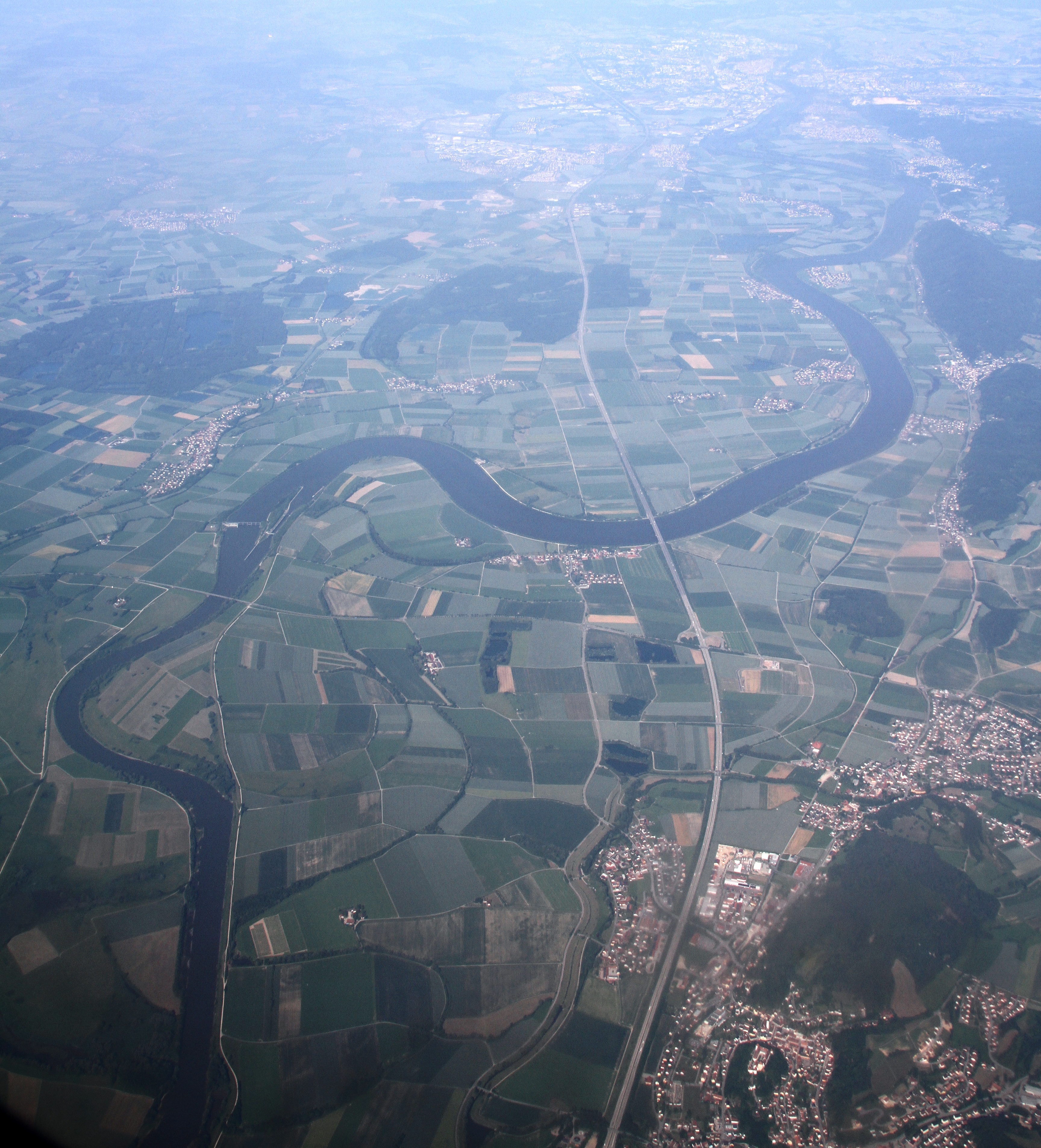
Kiefenholz (Bildmitte): unmittelbar an der Donau

Da der Ortsteil Kiefenholz, neben anderen Teilen der Stadt, unmittelbar von dem vom Bayerischen Staatsministerium für Umwelt und Verbraucherschutz geplanten gesteuerten Flutpolder „Wörthhof“ betroffen wäre, hat sich die Stadt Wörth an der Donau einstimmig und mit Nachdruck gegen die Pläne der Bayerischen Staatsregierung ausgesprochen. Auch die Landrätin des Landkreises Regensburg Tanja Schweiger zeigt sich skeptisch. Eine seit Jahren herrschende Grundwasserproblematik, hervorgerufen durch die Donau, und die Gefährdung der Trinkwasserversorgung der Stadt Wörth, die sich ebenfalls in unmittelbarer Nähe zu den geplanten Flutpoldern befindet, spräche deutlich dagegen.
Es ist eine starke Protestbewegung namens «IG-Polder» von zahlreichen Landwirten und Bürgern entstanden.
Am 11. April 2015 besuchte die CSU-Bezirksvorsitzende und Sozialministerin Emilia Müller den Ortsteil Kiefenholz um sich mit der Problematik Flutpolder vertraut zu machen.
Durch den nach der Landtagswahl vom 14. Oktober 2018 in Bayern zwischen den Freien Wählern und der CSU geschlossenen Koalitionsvertrag wird das Flutpolderkonzept im Landkreis Regensburg nicht weiter verfolgt. Dies war eine Kernforderung der Freien Wähler. Die frei werdenden finanziellen Mittel sollen in den dezentralen Hochwasserschutz entlang der Donau und aller Zuläufe investiert werden.
Zur Geschichte der Donau bei Wörth siehe auch Wörth und die Donau.

## Wirtschaft und Infrastruktur
In Kiefenholz gibt es einige Gewerbebetriebe. Im Jahr 2008 waren 16 Gewerbetreibende angemeldet.
Der Ort ist durch die Kreisstraße R 7 und die Staatsstraße St 2146 zu erreichen und liegt etwa einen Kilometer von der Anschlussstelle der BAB 3 Nr. 104a „Wörth an der Donau/Wiesent“ entfernt. Unmittelbar am westlichen Ortsausgang befindet sich die Donaubrücke Wörth der Bundesautobahn BAB 3, zwei Kilometer südlich die Donaubrücke Wörth – Pfatter als Verbindung der Staatsstraße St 2146 zur Bundesstraße B 8.
Bei Kiefenholz befindet sich die Donaudurchquerung der 1995 erbauten Erdölfernleitung Ingolstadt–Kralupy–Litvínov Pipeline, auch bezeichnet als Mitteleuropäische Rohölleitung (MERO) (Verbindungsleitung zum Südast der Erdölleitung Freundschaft).
Durch das Dorf führt der Donauradweg.

## Persönlichkeiten
Kleinkiefenholz ist der Wohnsitz des Wörther Ehrenbürgers und Altbürgermeisters Franz Beutl. Er war von 1966 bis 1971 Zweiter Bürgermeister von Kiefenholz und von 1973 bis 2002 Erster Bürgermeister der Stadt Wörth. Zudem war Beutl stellvertretender Landrat und Kreisrat.

## Gemarkung
Zur Gemarkung Kiefenholz zählen die Ortsteile Giffa, Kiefenholz und Kleinkiefenholz.